# Pristionchus borbonicus
Pristionchus borbonicus là loài giun đũa mới được phát hiện năm 2016 trên đảo Reunion ở Ấn Độ Dương. Chúng đã phát triển 5 gương mặt với phần miệng riêng biệt để tiêu hóa những loại thức ăn khác nhau. 

## Đặc điểm
Chúng là loài giun độc đáo sống bên trong cây sung. Các hình thái miệng khác nhau của loài Pristionchus borbonicus được dành riêng để tiêu hóa vi khuẩn, men hoặc các loài giun đũa khác. Chúng phân bố ở những khu vực sinh thái khác nhau bên trong cây sung. Chúng có thể khai thác nhiều loại thức ăn và tồn tại trong những thời kỳ nguồn thức ăn không ổn định bằng cách thay đổi hình thái miệng. những con giun thuộc chi Pristionchus sống trên lưng bọ cánh cứng phát triển hai kiểu miệng khác biệt tùy theo nguồn thức ăn sẵn có và môi trường sống. Một kiểu miệng rộng và ngắn thích hợp để săn mồi, trong khi kiểu còn lại dài và hẹp, cho phép loài vật ăn vi khuẩn.